# Whigfield III
Whigfield III er det tredje studiealbum fra den dansk dance-sanger Whigfield. Det blev udgivet i 2000.

## Spor
1. "Be My Baby"
2. "Much More"
3. "Unbelievable"
4. "Lost in You"
5. "Makin' My Day"
6. "Outside"
7. "Upon A Star"
8. "All Your Love"
9. "Mi Amor"
10. "Waitin' For Saturday"
11. "Doo-Whop (ABM Edit)"
12. "Whigfield Megamix (Think of You/Another Day/Saturday Night/Sexy Eyes/Be My Baby)"